# Епарх
Епарх (грец. επαρχος) — у Візантії градоначальник Константинополя. Виконував судово-поліційні функції. Його контролю належали торгово-ремісничі корпорації.

## Заснування
Посада епарха Константинополя була створена за зразком міського префекта Риму 11 грудня 359 року. На цю посаду особисто імператором призначалися представники вищої знаті або наближенні до трону сановники. Усі вони перед посадою епарха отримували вищі титули. 

## Повноваження
Епарху було підпорядковано територію столиці імперії та її околиці. Очолював трибунал, займався цивільною та кримінальною юрисдикцією, здійснював адміністративні функції. Слідкував за суспільною моралю, влаштування видовищ, вів спостереження за іноземцями, вирішував питання зовнішньої торгівлі Константинополя. Займався регулювання господарського життя, зокрема контролював ремісничі майстерні. 